# Alejo Fernández

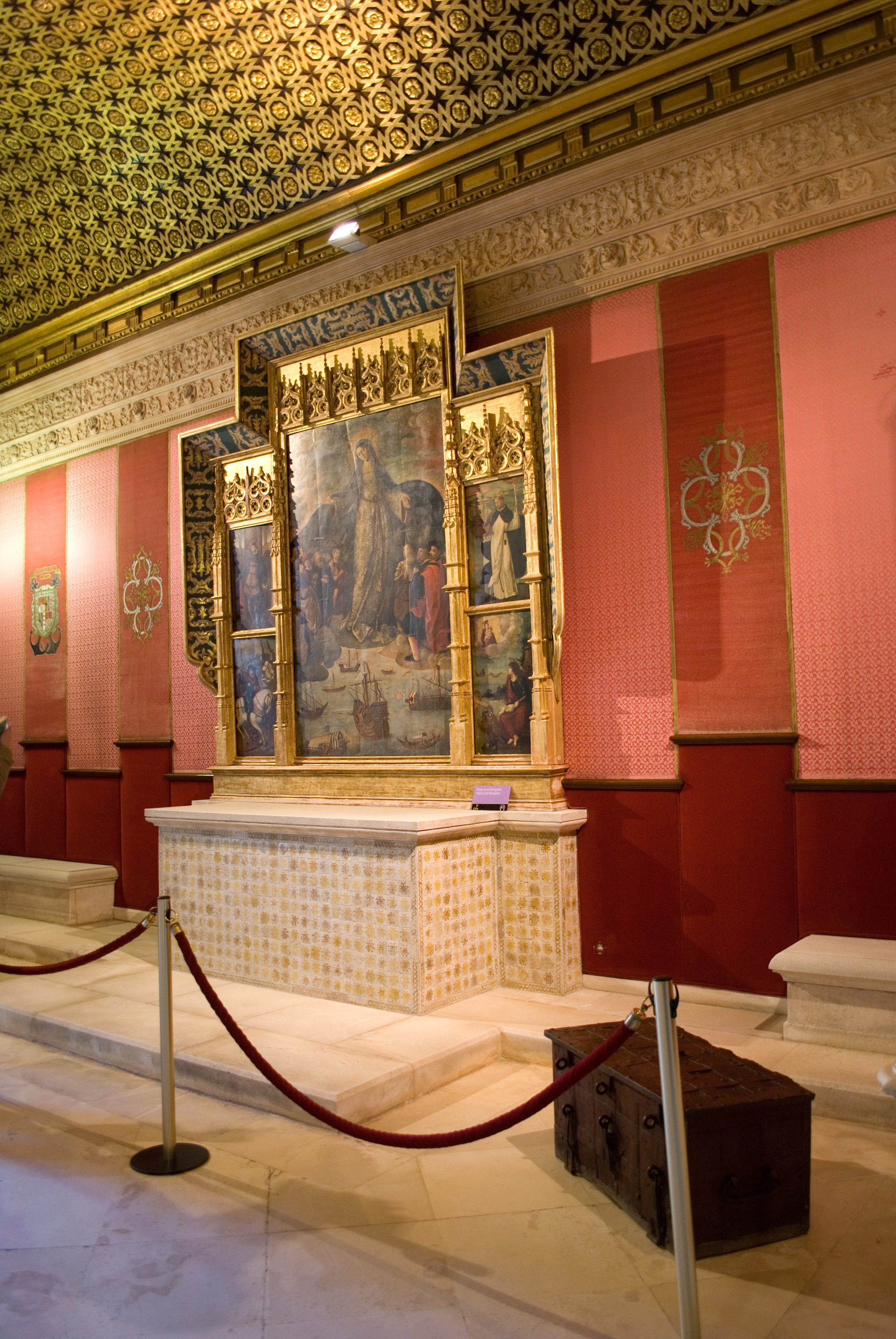
Retablo da Virgem dos Mareantes ou dos Navegantes

Alejo Fernández (1475 – 1545) foi um pintor espanhol, reconhecido e destacado membro da Escola sevilhana de pintura.<* Alejo Fernández, pintor de la Sevilla renascentista
</ref>

## Biografia
Nasceu provavelmente em Córdova no ano de 1475.
Casou com a filha do pintor Pedro Fernández, trabalhou principalmente em Sevilha, com um estilo Renascentista Manierista.
Faleceu em Granada no ano de 1545.

## Obras
- Tabla de la Virgen de los Mareantes
- Adoración de los Magos
- La Adoración de los Magos
- La flagelación de Cristo
- virgen del buen aire
- virgen de la rose